# Lista de primeiros-ministros da Romênia
O primeiro-ministro da Romênia (em romeno: Prim-ministrul României), oficialmente o primeiro-ministro do Governo da Romênia (em romeno: Prim-ministrul Guvernului României), é o chefe de governo da Romênia. Inicialmente, o cargo era denominado Presidente do Conselho de Ministros (romeno: Președintele Consiliul de Miniștri), quando o termo "Governo" incluía mais do que o Gabinete, e o Gabinete era chamado de Conselho de Ministros (romeno: Consiliul de Miniștri). O título foi oficialmente mudado para Primeiro Ministro pela Constituição de 1965 da Romênia durante o regime comunista.
A lista que consiste em todos os chefes de governo — primeiros-ministros, sejam eles em plenos poderes constitucionais e agindo ou ad interim — da Romênia moderna e contemporânea, mais especificamente desde a fundação dos Principados Unidos que remonta a meados do século XIX até os dias atuais — de acordo com o Economist Intelligence Unit, mas também para a Freedom House e o Índice de Democracia, este último que coloca o país na posição 62 de acordo com o relatório de 2020 — durante o início do século XXI.

## Lista de primeiros-ministros
| Século XIX | Século XIX | Século XIX | Século XIX | Século XX | Século XXI |
| ---------- | ---------- | ---------- | ---------- | --------- | ---------- |

| N.º                              | Primeiro-ministro (Nascimento–Falecimento) | Primeiro-ministro (Nascimento–Falecimento) | Mandato–Eleição (Duração em anos e dias)         | Mandato–Eleição (Duração em anos e dias)        | Partido                                                            | Partido                                             | Chefe de Estado (Nasc.–Falec.)               | Estado / país soberano            | Ref.  |
| -------------------------------- | ------------------------------------------ | ------------------------------------------ | ------------------------------------------------ | ----------------------------------------------- | ------------------------------------------------------------------ | --------------------------------------------------- | -------------------------------------------- | --------------------------------- | ----- |
| 1                                |                                            | Barbu Catargiu (1807–1862)                 | 22 de janeiro de 1862 – 8 de junho de 1862       | —                                               |                                                                    | Conservador                                         | Alexandre João I (1862–1866)                 | Principados Unidos (1859–1881)    | [ 3 ] |
| 1                                | 137 dias†                                  | Barbu Catargiu (1807–1862)                 |                                                  |                                                 |                                                                    | Conservador                                         | Alexandre João I (1862–1866)                 | Principados Unidos (1859–1881)    | [ 3 ] |
| 2                                |                                            | Apostol Arsache (1789–1869)                | 8 de junho de 1862 – 23 de junho de 1862         | —                                               |                                                                    | Conservador                                         | Alexandre João I (1862–1866)                 | Principados Unidos (1859–1881)    | [ 3 ] |
| 2                                | 15 dias                                    | Apostol Arsache (1789–1869)                |                                                  |                                                 |                                                                    | Conservador                                         | Alexandre João I (1862–1866)                 | Principados Unidos (1859–1881)    | [ 3 ] |
| 3                                |                                            | (1) Nicolae Crețulescu (1812–1900)         | 24 de junho de 1862 – 11 de outubro de 1863      | —                                               |                                                                    | Liberal Moderador                                   | Alexandre João I (1862–1866)                 | Principados Unidos (1859–1881)    | [ 3 ] |
| 3                                | 1 ano e 109 dias                           | (1) Nicolae Crețulescu (1812–1900)         |                                                  |                                                 |                                                                    | Liberal Moderador                                   | Alexandre João I (1862–1866)                 | Principados Unidos (1859–1881)    | [ 3 ] |
| 4                                |                                            | Mihail Kogălniceanu (1817–1891)            | 11 de outubro de 1863 – 26 de janeiro de 1865    | 1864                                            |                                                                    | Liberal Moderador                                   | Alexandre João I (1862–1866)                 | Principados Unidos (1859–1881)    | [ 3 ] |
| 4                                | 1 ano e 107 dias                           | Mihail Kogălniceanu (1817–1891)            |                                                  |                                                 |                                                                    | Liberal Moderador                                   | Alexandre João I (1862–1866)                 | Principados Unidos (1859–1881)    | [ 3 ] |
| 5                                |                                            | Constantin Bosianu (1815–1882)             | 26 de janeiro de 1865 – 14 de junho de 1865      | —                                               | Carlos I (1862–1866)                                               | Liberal Moderador                                   |                                              | Principados Unidos (1859–1881)    | [ 3 ] |
| 5                                | 139 dias                                   | Constantin Bosianu (1815–1882)             |                                                  |                                                 | Carlos I (1862–1866)                                               | Liberal Moderador                                   |                                              | Principados Unidos (1859–1881)    | [ 3 ] |
| 6                                |                                            | (2) Nicolae Crețulescu (1812–1900)         | 14 de junho de 1865 – 11 de fevereiro de 1866    | —                                               | Carlos I (1862–1866)                                               | Liberal Moderador                                   |                                              | Principados Unidos (1859–1881)    | [ 3 ] |
| 6                                | 242 dias                                   | (2) Nicolae Crețulescu (1812–1900)         |                                                  |                                                 | Carlos I (1862–1866)                                               | Liberal Moderador                                   |                                              | Principados Unidos (1859–1881)    | [ 3 ] |
| 7                                |                                            | (1) Ion Ghica (1816–1897)                  | 11 de fevereiro de 1866 – 10 de maio de 1866     | Abril de 1866                                   | Carlos I (1862–1866)                                               | Liberal Moderador                                   |                                              | Principados Unidos (1859–1881)    | [ 3 ] |
| 7                                | 88 dias                                    | (1) Ion Ghica (1816–1897)                  |                                                  |                                                 | Carlos I (1862–1866)                                               | Liberal Moderador                                   |                                              | Principados Unidos (1859–1881)    | [ 3 ] |
| 8                                |                                            | (1) Lascăr Catargiu (1823–1899)            | 11 de maio de 1866 – 13 de julho de 1866         | —                                               | Carlos I (1862–1866)                                               |                                                     | Conservador                                  | Principados Unidos (1859–1881)    | [ 3 ] |
| 8                                | 63 dias                                    | (1) Lascăr Catargiu (1823–1899)            |                                                  |                                                 | Carlos I (1862–1866)                                               |                                                     | Conservador                                  | Principados Unidos (1859–1881)    | [ 3 ] |
| 9                                |                                            | (2) Ion Ghica (1816–1897)                  | 15 de julho de 1866 – 21 de fevereiro de 1867    | Novembro de 1866                                | Carlos I (1862–1866)                                               |                                                     | Liberal Moderador                            | Principados Unidos (1859–1881)    | [ 3 ] |
| 9                                | 221 dias                                   | (2) Ion Ghica (1816–1897)                  |                                                  |                                                 | Carlos I (1862–1866)                                               |                                                     | Liberal Moderador                            | Principados Unidos (1859–1881)    | [ 3 ] |
| 10                               |                                            | Constantin Crețulescu (1809–1884)          | 1 de março de 1867 – 5 de agosto de 1867         | —                                               | Carlos I (1862–1866)                                               |                                                     | Liberal Radical                              | Principados Unidos (1859–1881)    | [ 3 ] |
| 10                               | 157 dias                                   | Constantin Crețulescu (1809–1884)          |                                                  |                                                 | Carlos I (1862–1866)                                               |                                                     | Liberal Radical                              | Principados Unidos (1859–1881)    | [ 3 ] |
| 11                               |                                            | Ștefan Golescu (1809–1874)                 | 17 de agosto de 1867 – 29 de abril de 1868       | 1867                                            | Carlos I (1862–1866)                                               |                                                     | Liberal Radical                              | Principados Unidos (1859–1881)    | [ 3 ] |
| 11                               | 256 dias                                   | Ștefan Golescu (1809–1874)                 |                                                  |                                                 | Carlos I (1862–1866)                                               |                                                     | Liberal Radical                              | Principados Unidos (1859–1881)    | [ 3 ] |
| 12                               |                                            | Nicolae Golescu (1810–1877)                | 1 de maio de 1868 – 16 de novembro de 1868       | 1868                                            | Carlos I (1862–1866)                                               |                                                     | Liberal Radical                              | Principados Unidos (1859–1881)    | [ 3 ] |
| 12                               | 199 dias                                   | Nicolae Golescu (1810–1877)                |                                                  |                                                 | Carlos I (1862–1866)                                               |                                                     | Liberal Radical                              | Principados Unidos (1859–1881)    | [ 3 ] |
| 13                               |                                            | Dimitrie Ghica (1816–1897)                 | 16 de novembro de 1868 – 27 de janeiro de 1870   | —                                               | Carlos I (1862–1866)                                               |                                                     | Conservador Moderador                        | Principados Unidos (1859–1881)    | [ 3 ] |
| 13                               | 1 ano e 72 dias                            | Dimitrie Ghica (1816–1897)                 |                                                  |                                                 | Carlos I (1862–1866)                                               |                                                     | Conservador Moderador                        | Principados Unidos (1859–1881)    | [ 3 ] |
| 14                               |                                            | Alexandru G. Golescu (1819–1881)           | 2 de fevereiro de 1870 – 18 de abril de 1870     | 1869                                            | Carlos I (1862–1866)                                               |                                                     | Liberal Moderador                            | Principados Unidos (1859–1881)    | [ 3 ] |
| 14                               | 75 dias                                    | Alexandru G. Golescu (1819–1881)           |                                                  |                                                 | Carlos I (1862–1866)                                               |                                                     | Liberal Moderador                            | Principados Unidos (1859–1881)    | [ 3 ] |
| 15                               |                                            | Manolache Costache Epureanu (1823–1880)    | 20 de abril de 1870 – 14 de dezembro de 1870     | —                                               | Carlos I (1862–1866)                                               |                                                     | Conservador                                  | Principados Unidos (1859–1881)    | [ 3 ] |
| 15                               | 238 dias                                   | Manolache Costache Epureanu (1823–1880)    |                                                  |                                                 | Carlos I (1862–1866)                                               |                                                     | Conservador                                  | Principados Unidos (1859–1881)    | [ 3 ] |
| 16                               |                                            | (1) Ion Emanuel Florescu (1819–1893)       | 4 de abril de 1876 – 26 de abril de 1876         | —                                               | Carlos I (1862–1866)                                               |                                                     | Conservador                                  | Principados Unidos (1859–1881)    | [ 3 ] |
| 16                               | 22 dias                                    | (1) Ion Emanuel Florescu (1819–1893)       |                                                  |                                                 | Carlos I (1862–1866)                                               |                                                     | Conservador                                  | Principados Unidos (1859–1881)    | [ 3 ] |
| 17                               |                                            | (1) Ion C. Brătianu (1821–1891)            | 24 de julho de 1876 – 9 de abril de 1881         | —                                               | Carlos I (1862–1866)                                               |                                                     | Partido Nacional Liberal                     | Principados Unidos (1859–1881)    | [ 3 ] |
| 17                               | 4 anos e 259 dias                          | (1) Ion C. Brătianu (1821–1891)            |                                                  |                                                 | Carlos I (1862–1866)                                               |                                                     | Partido Nacional Liberal                     | Principados Unidos (1859–1881)    | [ 3 ] |
| 18                               |                                            | Dimitrie Brătianu (1818–1892)              | 10 de abril de 1881 – 8 de junho de 1881         | —                                               | Carlos I (1862–1866)                                               | Reino da Romênia (1881–1947)                        | Partido Nacional Liberal                     |                                   | [ 3 ] |
| 18                               | 59 dias                                    | Dimitrie Brătianu (1818–1892)              |                                                  |                                                 | Carlos I (1862–1866)                                               | Reino da Romênia (1881–1947)                        | Partido Nacional Liberal                     |                                   | [ 3 ] |
| 19                               |                                            | (2) Ion C. Brătianu (1821–1891)            | 9 de junho de 1881 – 20 de março de 1888         | —                                               | Carlos I (1862–1866)                                               | Reino da Romênia (1881–1947)                        | Partido Nacional Liberal                     |                                   | [ 3 ] |
| 19                               | 6 anos e 285 dias                          | (2) Ion C. Brătianu (1821–1891)            |                                                  |                                                 | Carlos I (1862–1866)                                               | Reino da Romênia (1881–1947)                        | Partido Nacional Liberal                     |                                   | [ 3 ] |
| 20                               |                                            | Theodor Rosetti (1837–1923)                | 23 de março de 1888 – 22 de março de 1889        | —                                               | Carlos I (1862–1866)                                               | Reino da Romênia (1881–1947)                        |                                              | Partido Conservador               | [ 3 ] |
| 20                               | 364 dias                                   | Theodor Rosetti (1837–1923)                |                                                  |                                                 | Carlos I (1862–1866)                                               | Reino da Romênia (1881–1947)                        |                                              | Partido Conservador               | [ 3 ] |
| 21                               |                                            | (2) Lascăr Catargiu (1823–1899)            | 29 de março de 1889 – 3 de novembro de 1889      | —                                               | Carlos I (1862–1866)                                               | Reino da Romênia (1881–1947)                        |                                              | Partido Conservador               | [ 3 ] |
| 21                               | 219 dias                                   | (2) Lascăr Catargiu (1823–1899)            |                                                  |                                                 | Carlos I (1862–1866)                                               | Reino da Romênia (1881–1947)                        |                                              | Partido Conservador               | [ 3 ] |
| 22                               |                                            | Gheorghe Manu (1833–1911)                  | 5 de novembro de 1889 – 15 de fevereiro de 1891  | —                                               | Carlos I (1862–1866)                                               | Reino da Romênia (1881–1947)                        |                                              | Partido Conservador               | [ 3 ] |
| 22                               | 1 ano e 102 dias                           | Gheorghe Manu (1833–1911)                  |                                                  |                                                 | Carlos I (1862–1866)                                               | Reino da Romênia (1881–1947)                        |                                              | Partido Conservador               | [ 3 ] |
| 23                               |                                            | (2) Ion Emanuel Florescu (1819–1893)       | 21 de fevereiro de 1891 – 11 de novembro de 1891 | —                                               | Carlos I (1862–1866)                                               | Reino da Romênia (1881–1947)                        |                                              | Partido Conservador               | [ 3 ] |
| 23                               | 263 dias                                   | (2) Ion Emanuel Florescu (1819–1893)       |                                                  |                                                 | Carlos I (1862–1866)                                               | Reino da Romênia (1881–1947)                        |                                              | Partido Conservador               | [ 3 ] |
| 24                               |                                            | (3) Lascăr Catargiu (1823–1899)            | 27 de novembro de 1891 – 3 de outubro de 1895    | 1892                                            | Carlos I (1862–1866)                                               | Reino da Romênia (1881–1947)                        |                                              | Partido Conservador               | [ 3 ] |
| 24                               | 3 anos e 310 dias                          | (3) Lascăr Catargiu (1823–1899)            |                                                  |                                                 | Carlos I (1862–1866)                                               | Reino da Romênia (1881–1947)                        |                                              | Partido Conservador               | [ 3 ] |
| 25                               |                                            | (1) Dimitrie Sturdza (1833–1914)           | 4 de outubro de 1895 – 21 de novembro de 1896    | —                                               | Carlos I (1862–1866)                                               | Reino da Romênia (1881–1947)                        |                                              | Partido Nacional Liberal          | [ 3 ] |
| 25                               | 1 ano e 48 dias                            | (1) Dimitrie Sturdza (1833–1914)           |                                                  |                                                 | Carlos I (1862–1866)                                               | Reino da Romênia (1881–1947)                        |                                              | Partido Nacional Liberal          | [ 3 ] |
| 26                               |                                            | Petre S. Aurelian (1833–1909)              | 21 de novembro de 1896 – 26 de março de 1897     | —                                               | Carlos I (1862–1866)                                               | Reino da Romênia (1881–1947)                        |                                              | Partido Nacional Liberal          | [ 3 ] |
| 26                               | 125 dias                                   | Petre S. Aurelian (1833–1909)              |                                                  |                                                 | Carlos I (1862–1866)                                               | Reino da Romênia (1881–1947)                        |                                              | Partido Nacional Liberal          | [ 3 ] |
| 27                               |                                            | (2) Dimitrie Sturdza (1833–1914)           | 31 de março de 1897 – 30 de março de 1899        | —                                               | Carlos I (1862–1866)                                               | Reino da Romênia (1881–1947)                        |                                              | Partido Nacional Liberal          | [ 3 ] |
| 27                               | 1 ano e 48 dias                            | (2) Dimitrie Sturdza (1833–1914)           |                                                  |                                                 | Carlos I (1862–1866)                                               | Reino da Romênia (1881–1947)                        |                                              | Partido Nacional Liberal          | [ 3 ] |
| 28                               |                                            | (1) Gheorghe G. Cantacuzino (1833–1913)    | 11 de abril de 1899 – 7 de julho de 1900         | —                                               | Carlos I (1862–1866)                                               | Reino da Romênia (1881–1947)                        |                                              | Partido Conservador               | [ 3 ] |
| 28                               | 1 ano e 87 dias                            | (1) Gheorghe G. Cantacuzino (1833–1913)    |                                                  |                                                 | Carlos I (1862–1866)                                               | Reino da Romênia (1881–1947)                        |                                              | Partido Conservador               | [ 3 ] |
| 29                               |                                            | (1) Petre P. Carp (1837–1919)              | 7 de julho de 1900 – 13 de fevereiro de 1901     | —                                               | Carlos I (1862–1866)                                               | Reino da Romênia (1881–1947)                        |                                              | Partido Conservador               | [ 3 ] |
| 29                               | 221 dias                                   | (1) Petre P. Carp (1837–1919)              |                                                  |                                                 | Carlos I (1862–1866)                                               | Reino da Romênia (1881–1947)                        |                                              | Partido Conservador               | [ 3 ] |
| 30                               |                                            | (3) Dimitrie Sturdza (1833–1914)           | 14 de fevereiro de 1901 – 20 de dezembro de 1904 | 1901                                            | Carlos I (1862–1866)                                               | Reino da Romênia (1881–1947)                        |                                              | Partido Nacional Liberal          | [ 3 ] |
| 30                               | 3 anos e 310 dias                          | (3) Dimitrie Sturdza (1833–1914)           |                                                  |                                                 | Carlos I (1862–1866)                                               | Reino da Romênia (1881–1947)                        |                                              | Partido Nacional Liberal          | [ 3 ] |
| 31                               |                                            | (2) Gheorghe G. Cantacuzino (1833–1913)    | 22 de dezembro de 1904 – 12 de março de 1907     | —                                               | Carlos I (1862–1866)                                               | Reino da Romênia (1881–1947)                        |                                              | Partido Conservador               | [ 3 ] |
| 31                               | 2 anos e 80 dias                           | (2) Gheorghe G. Cantacuzino (1833–1913)    |                                                  |                                                 | Carlos I (1862–1866)                                               | Reino da Romênia (1881–1947)                        |                                              | Partido Conservador               | [ 3 ] |
| 32                               |                                            | (4) Dimitrie Sturdza (1833–1914)           | 12 de março de 1907 – 27 de dezembro de 1908     | 1907                                            | Carlos I (1862–1866)                                               | Reino da Romênia (1881–1947)                        |                                              | Partido Nacional Liberal          | [ 3 ] |
| 32                               | 1 ano e 290 dias                           | (4) Dimitrie Sturdza (1833–1914)           |                                                  |                                                 | Carlos I (1862–1866)                                               | Reino da Romênia (1881–1947)                        |                                              | Partido Nacional Liberal          | [ 3 ] |
| 33                               |                                            | (1) Ion I. C. Brătianu (1864–1927)         | 27 de dezembro de 1908 – 28 de dezembro de 1910  | —                                               | Carlos I (1862–1866)                                               | Reino da Romênia (1881–1947)                        |                                              | Partido Nacional Liberal          | [ 3 ] |
| 33                               | 2 anos e 1 dia                             | (1) Ion I. C. Brătianu (1864–1927)         |                                                  |                                                 | Carlos I (1862–1866)                                               | Reino da Romênia (1881–1947)                        |                                              | Partido Nacional Liberal          | [ 3 ] |
| 34                               |                                            | (2) Petre P. Carp (1837–1919)              | 29 de dezembro de 1910 – 27 de março de 1912     | 1911                                            | Carlos I (1862–1866)                                               | Reino da Romênia (1881–1947)                        |                                              | Partido Conservador               | [ 3 ] |
| 34                               | 1 ano e 89 dias                            | (2) Petre P. Carp (1837–1919)              |                                                  |                                                 | Carlos I (1862–1866)                                               | Reino da Romênia (1881–1947)                        |                                              | Partido Conservador               | [ 3 ] |
| 35                               |                                            | Titu Maiorescu (1840–1917)                 | 28 de março de 1912 – 31 de dezembro de 1913     | 1912                                            | Carlos I (1862–1866)                                               | Reino da Romênia (1881–1947)                        |                                              | Partido Conservador               | [ 3 ] |
| 35                               | 1 ano e 278 dias                           | Titu Maiorescu (1840–1917)                 |                                                  |                                                 | Carlos I (1862–1866)                                               | Reino da Romênia (1881–1947)                        |                                              | Partido Conservador               | [ 3 ] |
| 36                               |                                            | (2) Ion I. C. Brătianu (1864–1927)         | 4 de janeiro de 1914 – 26 de janeiro de 1918     | 1914                                            | Carlos I (1862–1866)                                               | Reino da Romênia (1881–1947)                        |                                              | Partido Nacional Liberal          | [ 3 ] |
| 36                               | 4 anos e 22 dias                           | 4 anos e 22 dias                           | Fernando I (1914–1927)                           |                                                 |                                                                    | Reino da Romênia (1881–1947)                        |                                              | Partido Nacional Liberal          | [ 3 ] |
| 37                               |                                            | (1) Alexandru Averescu (1859–1938)         | Fernando I (1914–1927)                           | 29 de janeiro de 1918 – 27 de fevereiro de 1918 | —                                                                  | Reino da Romênia (1881–1947)                        |                                              | Militar                           | [ 3 ] |
| 37                               | 29 dias                                    | (1) Alexandru Averescu (1859–1938)         | Fernando I (1914–1927)                           |                                                 |                                                                    | Reino da Romênia (1881–1947)                        |                                              | Militar                           | [ 3 ] |
| 38                               |                                            | Alexandru Marghiloman (1854–1925)          | Fernando I (1914–1927)                           | 5 de março de 1918 – 24 de outubro de 1918      | 1918                                                               | Reino da Romênia (1881–1947)                        |                                              | Partido Conservador               | [ 3 ] |
| 38                               | 233 dias                                   | Alexandru Marghiloman (1854–1925)          | Fernando I (1914–1927)                           |                                                 |                                                                    | Reino da Romênia (1881–1947)                        |                                              | Partido Conservador               | [ 3 ] |
| 39                               |                                            | Constantin Coandă (1857–1932)              | Fernando I (1914–1927)                           | 24 de outubro de 1918 – 26 de novembro de 1918  | —                                                                  | Reino da Romênia (1881–1947)                        |                                              | Militar                           | [ 3 ] |
| 39                               | 33 dias                                    | Constantin Coandă (1857–1932)              | Fernando I (1914–1927)                           |                                                 |                                                                    | Reino da Romênia (1881–1947)                        |                                              | Militar                           | [ 3 ] |
| 40                               |                                            | (3) Ion I. C. Brătianu (1864–1927)         | Fernando I (1914–1927)                           | 26 de novembro de 1918 – 27 de setembro de 1919 | —                                                                  | Reino da Romênia (1881–1947)                        |                                              | Partido Nacional Liberal          | [ 3 ] |
| 40                               | 305 dias                                   | (3) Ion I. C. Brătianu (1864–1927)         | Fernando I (1914–1927)                           |                                                 |                                                                    | Reino da Romênia (1881–1947)                        |                                              | Partido Nacional Liberal          | [ 3 ] |
| 41                               |                                            | Artur Văitoianu (1864–1956)                | Fernando I (1914–1927)                           | 27 de setembro de 1919 – 28 de novembro de 1919 | —                                                                  | Reino da Romênia (1881–1947)                        |                                              | Militar                           | [ 3 ] |
| 41                               | 62 dias                                    | Artur Văitoianu (1864–1956)                | Fernando I (1914–1927)                           |                                                 |                                                                    | Reino da Romênia (1881–1947)                        |                                              | Militar                           | [ 3 ] |
| 42                               |                                            | (1) Alexandru Vaida-Voevod (1872–1950)     | Fernando I (1914–1927)                           | 1 de dezembro de 1919 – 13 de março de 1920     | 1919                                                               | Reino da Romênia (1881–1947)                        |                                              | Partido Nacional Romeno           | [ 3 ] |
| 42                               | 103 dias                                   | (1) Alexandru Vaida-Voevod (1872–1950)     | Fernando I (1914–1927)                           |                                                 |                                                                    | Reino da Romênia (1881–1947)                        |                                              | Partido Nacional Romeno           | [ 3 ] |
| 43                               |                                            | (2) Alexandru Averescu (1859–1938)         | Fernando I (1914–1927)                           | 13 de março de 1920 – 13 de dezembro de 1921    | 1920                                                               | Reino da Romênia (1881–1947)                        |                                              | Partido Popular                   | [ 3 ] |
| 43                               | 1 ano e 275 dias                           | (2) Alexandru Averescu (1859–1938)         | Fernando I (1914–1927)                           |                                                 |                                                                    | Reino da Romênia (1881–1947)                        |                                              | Partido Popular                   | [ 3 ] |
| 44                               |                                            | Take Ionescu (1858–1922)                   | Fernando I (1914–1927)                           | 17 de dezembro de 1921 – 19 de janeiro de 1922  | —                                                                  | Reino da Romênia (1881–1947)                        |                                              | Partido Conservador Democrata     | [ 3 ] |
| 44                               | 33 dias                                    | Take Ionescu (1858–1922)                   | Fernando I (1914–1927)                           |                                                 |                                                                    | Reino da Romênia (1881–1947)                        |                                              | Partido Conservador Democrata     | [ 3 ] |
| 45                               |                                            | (4) Ion I. C. Brătianu (1864–1927)         | Fernando I (1914–1927)                           | 19 de janeiro de 1922 – 27 de março de 1926     | 1922                                                               | Reino da Romênia (1881–1947)                        |                                              | Partido Nacional Liberal          | [ 3 ] |
| 45                               | 4 anos e 67 dias                           | (4) Ion I. C. Brătianu (1864–1927)         | Fernando I (1914–1927)                           |                                                 |                                                                    | Reino da Romênia (1881–1947)                        |                                              | Partido Nacional Liberal          | [ 3 ] |
| 46                               |                                            | (3) Alexandru Averescu (1859–1938)         | Fernando I (1914–1927)                           | 30 de março de 1926 – 4 de junho de 1927        | 1926                                                               | Reino da Romênia (1881–1947)                        |                                              | Partido Popular                   | [ 3 ] |
| 46                               | 1 ano e 66 dias                            | (3) Alexandru Averescu (1859–1938)         | Fernando I (1914–1927)                           |                                                 |                                                                    | Reino da Romênia (1881–1947)                        |                                              | Partido Popular                   | [ 3 ] |
| 47                               |                                            | Barbu Ştirbey (1873–1946)                  | Fernando I (1914–1927)                           | 4 de junho de 1927 – 20 de junho de 1927        | —                                                                  | Reino da Romênia (1881–1947)                        |                                              | Independente                      | [ 3 ] |
| 47                               | 16 dias                                    | Barbu Ştirbey (1873–1946)                  | Fernando I (1914–1927)                           |                                                 |                                                                    | Reino da Romênia (1881–1947)                        |                                              | Independente                      | [ 3 ] |
| 48                               |                                            | (5) Ion I. C. Brătianu (1864–1927)         | Fernando I (1914–1927)                           | 21 de junho de 1927 – 24 de novembro de 1927    | 1927                                                               | Reino da Romênia (1881–1947)                        |                                              | Partido Nacional Liberal          | [ 3 ] |
| 48                               | 4 anos e 67 dias                           | 4 anos e 67 dias                           | Miguel I (1921–2017)                             |                                                 |                                                                    | Reino da Romênia (1881–1947)                        |                                              | Partido Nacional Liberal          | [ 3 ] |
| 49                               |                                            | Vintilă Brătianu (1867–1930)               | Miguel I (1921–2017)                             | 24 de novembro de 1927 – 3 de novembro de 1928  | —                                                                  | Reino da Romênia (1881–1947)                        |                                              | Partido Nacional Liberal          | [ 3 ] |
| 49                               | 345 dias                                   | Vintilă Brătianu (1867–1930)               | Miguel I (1921–2017)                             |                                                 |                                                                    | Reino da Romênia (1881–1947)                        |                                              | Partido Nacional Liberal          | [ 3 ] |
| 50                               |                                            | (1) Iuliu Maniu (1873–1953)                | Miguel I (1921–2017)                             | 10 de novembro de 1928 – 7 de janeiro de 1930   | 1928                                                               | Reino da Romênia (1881–1947)                        |                                              | Partido Nacional dos Camponeses   | [ 3 ] |
| 50                               | 1 ano e 58 dias                            | (1) Iuliu Maniu (1873–1953)                | Miguel I (1921–2017)                             |                                                 |                                                                    | Reino da Romênia (1881–1947)                        |                                              | Partido Nacional dos Camponeses   | [ 3 ] |
| 51                               |                                            | (1) Gheorghe G. Mironescu (1874–1949)      | Miguel I (1921–2017)                             | 7 de janeiro de 1930 – 8 de junho de 1930       | —                                                                  | Reino da Romênia (1881–1947)                        |                                              | Partido Nacional dos Camponeses   | [ 3 ] |
| 51                               | 152 dias                                   | (1) Gheorghe G. Mironescu (1874–1949)      | Miguel I (1921–2017)                             |                                                 |                                                                    | Reino da Romênia (1881–1947)                        |                                              | Partido Nacional dos Camponeses   | [ 3 ] |
| 52                               |                                            | (2) Iuliu Maniu (1873–1953)                | 13 de junho de 1930 – 8 de outubro de 1930       | —                                               | Carlos II (1893–1953)                                              | Reino da Romênia (1881–1947)                        |                                              | Partido Nacional dos Camponeses   | [ 3 ] |
| 52                               | 117 dias                                   | (2) Iuliu Maniu (1873–1953)                |                                                  |                                                 | Carlos II (1893–1953)                                              | Reino da Romênia (1881–1947)                        |                                              | Partido Nacional dos Camponeses   | [ 3 ] |
| 53                               |                                            | (2) Gheorghe G. Mironescu (1874–1949)      | 10 de outubro de 1930 – 4 de abril de 1931       | —                                               | Carlos II (1893–1953)                                              | Reino da Romênia (1881–1947)                        |                                              | Partido Nacional dos Camponeses   | [ 3 ] |
| 53                               | 176 dias                                   | (2) Gheorghe G. Mironescu (1874–1949)      |                                                  |                                                 | Carlos II (1893–1953)                                              | Reino da Romênia (1881–1947)                        |                                              | Partido Nacional dos Camponeses   | [ 3 ] |
| 54                               |                                            | Nicolae Iorga (1871–1940)                  | 18 de abril de 1931 – 31 de maio de 1932         | 1931                                            | Carlos II (1893–1953)                                              | Reino da Romênia (1881–1947)                        |                                              | Partido Nacionalista Democrático  | [ 3 ] |
| 54                               | 1 ano e 58 dias                            | Nicolae Iorga (1871–1940)                  |                                                  |                                                 | Carlos II (1893–1953)                                              | Reino da Romênia (1881–1947)                        |                                              | Partido Nacionalista Democrático  | [ 3 ] |
| 55                               |                                            | (2) Alexandru Vaida-Voevod (1872–1950)     | 6 de junho de 1932 – 17 de outubro de 1932       | 1932                                            | Carlos II (1893–1953)                                              | Reino da Romênia (1881–1947)                        |                                              | Partido Nacional dos Camponeses   | [ 3 ] |
| 55                               | 133 dias                                   | (2) Alexandru Vaida-Voevod (1872–1950)     |                                                  |                                                 | Carlos II (1893–1953)                                              | Reino da Romênia (1881–1947)                        |                                              | Partido Nacional dos Camponeses   | [ 3 ] |
| 56                               |                                            | (3) Iuliu Maniu (1873–1953)                | 20 de outubro de 1932 – 12 de janeiro de 1933    | —                                               | Carlos II (1893–1953)                                              | Reino da Romênia (1881–1947)                        |                                              | Partido Nacional dos Camponeses   | [ 3 ] |
| 56                               | 84 dias                                    | (3) Iuliu Maniu (1873–1953)                |                                                  |                                                 | Carlos II (1893–1953)                                              | Reino da Romênia (1881–1947)                        |                                              | Partido Nacional dos Camponeses   | [ 3 ] |
| 57                               |                                            | (3) Alexandru Vaida-Voevod (1872–1950)     | 14 de janeiro de 1933 – 9 de novembro de 1933    | —                                               | Carlos II (1893–1953)                                              | Reino da Romênia (1881–1947)                        |                                              | Partido Nacional dos Camponeses   | [ 3 ] |
| 57                               | 299 dias                                   | (3) Alexandru Vaida-Voevod (1872–1950)     |                                                  |                                                 | Carlos II (1893–1953)                                              | Reino da Romênia (1881–1947)                        |                                              | Partido Nacional dos Camponeses   | [ 3 ] |
| 58                               |                                            | Ion G. Duca (1879–1933)                    | 14 de novembro de 1933 – 29 de dezembro de 1933  | 1933                                            | Carlos II (1893–1953)                                              | Reino da Romênia (1881–1947)                        |                                              | Partido Nacional Liberal          | [ 3 ] |
| 58                               | 45 dias                                    | Ion G. Duca (1879–1933)                    |                                                  |                                                 | Carlos II (1893–1953)                                              | Reino da Romênia (1881–1947)                        |                                              | Partido Nacional Liberal          | [ 3 ] |
| 59                               |                                            | Constantin Angelescu (1870–1948)           | 29 de dezembro de 1933 – 3 de janeiro de 1934    | —                                               | Carlos II (1893–1953)                                              | Reino da Romênia (1881–1947)                        |                                              | Partido Nacional Liberal          | [ 3 ] |
| 59                               | 5 dias†                                    | Constantin Angelescu (1870–1948)           |                                                  |                                                 | Carlos II (1893–1953)                                              | Reino da Romênia (1881–1947)                        |                                              | Partido Nacional Liberal          | [ 3 ] |
| 60                               |                                            | (1) Gheorghe Tătărescu (1886–1957)         | 5 de janeiro de 1934 – 28 de dezembro de 1937    | —                                               | Carlos II (1893–1953)                                              | Reino da Romênia (1881–1947)                        |                                              | Partido Nacional Liberal          | [ 3 ] |
| 60                               | 3 anos e 357 dias                          | (1) Gheorghe Tătărescu (1886–1957)         |                                                  |                                                 | Carlos II (1893–1953)                                              | Reino da Romênia (1881–1947)                        |                                              | Partido Nacional Liberal          | [ 3 ] |
| 61                               |                                            | Octavian Goga (1881–1938)                  | 28 de dezembro de 1937 – 10 de fevereiro de 1938 | 1937                                            | Carlos II (1893–1953)                                              | Reino da Romênia (1881–1947)                        |                                              | Partido Nacional Cristão          | [ 3 ] |
| 61                               | 44 dias                                    | Octavian Goga (1881–1938)                  |                                                  |                                                 | Carlos II (1893–1953)                                              | Reino da Romênia (1881–1947)                        |                                              | Partido Nacional Cristão          | [ 3 ] |
| 62                               |                                            | Patriarca Miron Cristea (1868–1939)        | 10 de fevereiro de 1938 – 6 de março de 1939     | —                                               | Carlos II (1893–1953)                                              | Reino da Romênia (1881–1947)                        |                                              | Independente                      | [ 3 ] |
| 62                               | 1 ano e 24 dias†                           | Patriarca Miron Cristea (1868–1939)        |                                                  |                                                 | Carlos II (1893–1953)                                              | Reino da Romênia (1881–1947)                        |                                              | Independente                      | [ 3 ] |
| 63                               |                                            | Armand Călinescu (1893–1939)               | 7 de março de 1939 – 21 de setembro de 1939      | 1939                                            | Carlos II (1893–1953)                                              | Reino da Romênia (1881–1947)                        |                                              | Frente Nacional do Renascimento   | [ 3 ] |
| 63                               | 198 dias†                                  | Armand Călinescu (1893–1939)               |                                                  |                                                 | Carlos II (1893–1953)                                              | Reino da Romênia (1881–1947)                        |                                              | Frente Nacional do Renascimento   | [ 3 ] |
| 64                               |                                            | Gheorghe Argeşanu (1883–1940)              | 21 de setembro de 1939 – 28 de setembro de 1939  | —                                               | Carlos II (1893–1953)                                              | Reino da Romênia (1881–1947)                        |                                              | Militar                           | [ 3 ] |
| 64                               | 7 dias                                     | Gheorghe Argeşanu (1883–1940)              |                                                  |                                                 | Carlos II (1893–1953)                                              | Reino da Romênia (1881–1947)                        |                                              | Militar                           | [ 3 ] |
| 65                               |                                            | Constantin Argetoianu (1871–1955)          | 28 de setembro de 1939 – 23 de novembro de 1939  | —                                               | Carlos II (1893–1953)                                              | Reino da Romênia (1881–1947)                        |                                              | Frente Nacional do Renascimento   | [ 3 ] |
| 65                               | 56 dias                                    | Constantin Argetoianu (1871–1955)          |                                                  |                                                 | Carlos II (1893–1953)                                              | Reino da Romênia (1881–1947)                        |                                              | Frente Nacional do Renascimento   | [ 3 ] |
| 66                               |                                            | (2) Gheorghe Tătărescu (1886–1957)         | 24 de novembro de 1939 – 4 de julho de 1940      | —                                               | Carlos II (1893–1953)                                              | Reino da Romênia (1881–1947)                        |                                              | Frente Nacional do Renascimento   | [ 3 ] |
| 66                               | 223 dias                                   | (2) Gheorghe Tătărescu (1886–1957)         |                                                  |                                                 | Carlos II (1893–1953)                                              | Reino da Romênia (1881–1947)                        |                                              | Frente Nacional do Renascimento   | [ 3 ] |
| 67                               |                                            | Ion Gigurtu (1886–1959)                    | 4 de julho de 1940 – 4 de setembro de 1940       | —                                               | Carlos II (1893–1953)                                              | Reino da Romênia (1881–1947)                        |                                              | Frente Nacional do Renascimento   | [ 3 ] |
| 67                               | 56 dias                                    | Ion Gigurtu (1886–1959)                    |                                                  |                                                 | Carlos II (1893–1953)                                              | Reino da Romênia (1881–1947)                        |                                              | Frente Nacional do Renascimento   | [ 3 ] |
| 68                               |                                            | Ion Antonescu (1882–1946)                  | 6 de setembro de 1940 – 23 de agosto de 1944     | —                                               |                                                                    | Reino da Romênia (1881–1947)                        | Militar                                      | Miguel I (1921–2017)              | [ 3 ] |
| 68                               | 7 dias                                     | Ion Antonescu (1882–1946)                  |                                                  |                                                 |                                                                    | Reino da Romênia (1881–1947)                        | Militar                                      | Miguel I (1921–2017)              | [ 3 ] |
| 69                               |                                            | Constantin Sănătescu (1885–1947)           | 23 de agosto de 1944 – 6 de dezembro de 1944     | —                                               |                                                                    | Reino da Romênia (1881–1947)                        | Militar                                      | Miguel I (1921–2017)              | [ 3 ] |
| 69                               | 105 dias                                   | Constantin Sănătescu (1885–1947)           |                                                  |                                                 |                                                                    | Reino da Romênia (1881–1947)                        | Militar                                      | Miguel I (1921–2017)              | [ 3 ] |
| 70                               |                                            | Nicolae Rădescu (1882–1946)                | 6 de dezembro de 1944 – 28 de fevereiro de 1945  | —                                               |                                                                    | Reino da Romênia (1881–1947)                        | Militar                                      | Miguel I (1921–2017)              | [ 3 ] |
| 70                               | 84 dias                                    | Nicolae Rădescu (1882–1946)                |                                                  |                                                 |                                                                    | Reino da Romênia (1881–1947)                        | Militar                                      | Miguel I (1921–2017)              | [ 3 ] |
| 71                               |                                            | Petru Groza (1884–1958)                    | 6 de março de 1945 – 2 de junho de 1952          | —                                               |                                                                    | Reino da Romênia (1881–1947)                        | Frente dos Lavradores                        | Miguel I (1921–2017)              | [ 3 ] |
| 71                               | 1946                                       | Petru Groza (1884–1958)                    | 6 de março de 1945 – 2 de junho de 1952          |                                                 |                                                                    | Reino da Romênia (1881–1947)                        | Frente dos Lavradores                        | Miguel I (1921–2017)              | [ 3 ] |
| 71                               | —                                          | Petru Groza (1884–1958)                    | 6 de março de 1945 – 2 de junho de 1952          | Constantin Ion Parhon (1874–1969)               | República Popular da Romênia (1947–1965)                           |                                                     | Frente dos Lavradores                        |                                   | [ 3 ] |
| 71                               | 1948                                       | Petru Groza (1884–1958)                    | 6 de março de 1945 – 2 de junho de 1952          | Constantin Ion Parhon (1874–1969)               | República Popular da Romênia (1947–1965)                           |                                                     | Frente dos Lavradores                        |                                   | [ 3 ] |
| 71                               | 7 anos e 88 dias                           | Petru Groza (1884–1958)                    |                                                  | Constantin Ion Parhon (1874–1969)               | República Popular da Romênia (1947–1965)                           |                                                     | Frente dos Lavradores                        |                                   | [ 3 ] |
| 72                               |                                            | Gheorghe Gheorghiu-Dej (1901–1965)         | 2 de junho de 1952 – 3 de outubro de 1955        | Constantin Ion Parhon (1874–1969)               | República Popular da Romênia (1947–1965)                           | —                                                   |                                              | Partido dos Trabalhadores Romenos | [ 3 ] |
| 72                               | 1952                                       | Gheorghe Gheorghiu-Dej (1901–1965)         | 2 de junho de 1952 – 3 de outubro de 1955        | Constantin Ion Parhon (1874–1969)               | República Popular da Romênia (1947–1965)                           |                                                     |                                              | Partido dos Trabalhadores Romenos | [ 3 ] |
| 72                               | 3 anos e 123 dias                          | 3 anos e 123 dias                          | Petru Groza† (1884–1958)                         |                                                 | República Popular da Romênia (1947–1965)                           |                                                     |                                              | Partido dos Trabalhadores Romenos | [ 3 ] |
| 73                               |                                            | Chivu Stoica (1908–1975)                   | Petru Groza† (1884–1958)                         | 3 de outubro de 1955 – 21 de março de 1961      | República Popular da Romênia (1947–1965)                           | —                                                   |                                              | Partido dos Trabalhadores Romenos | [ 3 ] |
| 73                               | 1957                                       | Chivu Stoica (1908–1975)                   | Petru Groza† (1884–1958)                         | 3 de outubro de 1955 – 21 de março de 1961      | República Popular da Romênia (1947–1965)                           |                                                     |                                              | Partido dos Trabalhadores Romenos | [ 3 ] |
| 73                               | 5 anos e 169 dias                          | 5 anos e 169 dias                          | Ion Gheorghe Maurer (1902–2000)                  |                                                 | República Popular da Romênia (1947–1965)                           |                                                     |                                              | Partido dos Trabalhadores Romenos | [ 3 ] |
| 74                               |                                            | Ion Gheorghe Maurer (1902–2000)            | 21 de março de 1961 – 28 de março de 1974        | 1961                                            | República Popular da Romênia (1947–1965)                           | Partido Comunista Romeno                            | Gheorghe Gheorghiu-Dej† (1901–1965)          |                                   | [ 3 ] |
| 74                               | 1965                                       | Ion Gheorghe Maurer (1902–2000)            | 21 de março de 1961 – 28 de março de 1974        | Chivu Stoica (1908–1975)                        | República Popular da Romênia (1947–1965)                           | Partido Comunista Romeno                            |                                              |                                   | [ 3 ] |
| 74                               | 1969                                       | Ion Gheorghe Maurer (1902–2000)            | 21 de março de 1961 – 28 de março de 1974        | Nicolae Ceaușescu (1918–1989)                   | República Socialista da Romênia (1965–1989) (1965–1989; 1989–1992) | Partido Comunista Romeno                            |                                              |                                   | [ 3 ] |
| 74                               | 13 anos e 7 dias                           | Ion Gheorghe Maurer (1902–2000)            |                                                  | Nicolae Ceaușescu (1918–1989)                   | República Socialista da Romênia (1965–1989) (1965–1989; 1989–1992) | Partido Comunista Romeno                            |                                              |                                   | [ 3 ] |
| 75                               |                                            | Manea Mănescu (1916–2009)                  | 28 de março de 1974 – 30 de março de 1979        | Nicolae Ceaușescu (1918–1989)                   | República Socialista da Romênia (1965–1989) (1965–1989; 1989–1992) | Partido Comunista Romeno                            | —                                            |                                   | [ 3 ] |
| 75                               | 1975                                       | Manea Mănescu (1916–2009)                  | 28 de março de 1974 – 30 de março de 1979        | Nicolae Ceaușescu (1918–1989)                   | República Socialista da Romênia (1965–1989) (1965–1989; 1989–1992) | Partido Comunista Romeno                            |                                              |                                   | [ 3 ] |
| 75                               | 5 anos e 2 dias                            | Manea Mănescu (1916–2009)                  |                                                  | Nicolae Ceaușescu (1918–1989)                   | República Socialista da Romênia (1965–1989) (1965–1989; 1989–1992) | Partido Comunista Romeno                            |                                              |                                   | [ 3 ] |
| 76                               |                                            | Ilie Verdeț (1925–2001)                    | 30 de março de 1979 – 21 de maio de 1982         | Nicolae Ceaușescu (1918–1989)                   | República Socialista da Romênia (1965–1989) (1965–1989; 1989–1992) | Partido Comunista Romeno                            | —                                            |                                   | [ 3 ] |
| 76                               | 1980                                       | Ilie Verdeț (1925–2001)                    | 30 de março de 1979 – 21 de maio de 1982         | Nicolae Ceaușescu (1918–1989)                   | República Socialista da Romênia (1965–1989) (1965–1989; 1989–1992) | Partido Comunista Romeno                            |                                              |                                   | [ 3 ] |
| 76                               | 3 anos e 52 dias                           | Ilie Verdeț (1925–2001)                    |                                                  | Nicolae Ceaușescu (1918–1989)                   | República Socialista da Romênia (1965–1989) (1965–1989; 1989–1992) | Partido Comunista Romeno                            |                                              |                                   | [ 3 ] |
| 77                               |                                            | Constantin Dăscălescu (1923–2003)          | 21 de maio de 1982 – 22 de dezembro de 1989      | Nicolae Ceaușescu (1918–1989)                   | República Socialista da Romênia (1965–1989) (1965–1989; 1989–1992) | Partido Comunista Romeno                            | —                                            |                                   | [ 3 ] |
| 77                               | 1985                                       | Constantin Dăscălescu (1923–2003)          | 21 de maio de 1982 – 22 de dezembro de 1989      | Nicolae Ceaușescu (1918–1989)                   | República Socialista da Romênia (1965–1989) (1965–1989; 1989–1992) | Partido Comunista Romeno                            |                                              |                                   | [ 3 ] |
| 77                               | 7 anos e 215 dias                          | Constantin Dăscălescu (1923–2003)          |                                                  | Nicolae Ceaușescu (1918–1989)                   | República Socialista da Romênia (1965–1989) (1965–1989; 1989–1992) | Partido Comunista Romeno                            |                                              |                                   | [ 3 ] |
| 78                               |                                            | Petre Roman (1946–)                        | 26 de dezembro de 1989 – 26 de setembro de 1991  | —                                               |                                                                    | Frente de Salvação Nacional                         | (1) Ion Iliescu (1930–)                      | Romênia (1992–presente)           | [ 3 ] |
| 78                               | 1990                                       | Petre Roman (1946–)                        | 26 de dezembro de 1989 – 26 de setembro de 1991  |                                                 |                                                                    | Frente de Salvação Nacional                         | (1) Ion Iliescu (1930–)                      | Romênia (1992–presente)           | [ 3 ] |
| 78                               | 1 ano e 274 dias                           | Petre Roman (1946–)                        |                                                  |                                                 |                                                                    | Frente de Salvação Nacional                         | (1) Ion Iliescu (1930–)                      | Romênia (1992–presente)           | [ 3 ] |
| 79                               |                                            | Theodor Stolojan (1943–)                   | 16 de outubro de 1991 – 19 de novembro de 1992   | —                                               |                                                                    | Frente de Salvação Nacional                         | (1) Ion Iliescu (1930–)                      | Romênia (1992–presente)           | [ 3 ] |
| 79                               | 1 ano e 34 dias                            | Theodor Stolojan (1943–)                   |                                                  |                                                 |                                                                    | Frente de Salvação Nacional                         | (1) Ion Iliescu (1930–)                      | Romênia (1992–presente)           | [ 3 ] |
| 80                               |                                            | Nicolae Văcăroiu (1943–)                   | 20 de novembro de 1992 – 11 de dezembro de 1996  | 1992                                            |                                                                    | Partido Social-Democrata                            | (1) Ion Iliescu (1930–)                      | Romênia (1992–presente)           | [ 3 ] |
| 80                               | 4 anos e 21 dias                           | Nicolae Văcăroiu (1943–)                   |                                                  |                                                 |                                                                    | Partido Social-Democrata                            | (1) Ion Iliescu (1930–)                      | Romênia (1992–presente)           | [ 3 ] |
| 81                               |                                            | Victor Ciorbea (1954–)                     | 12 de dezembro de 1996 – 30 de março de 1998     | 1996                                            |                                                                    | Partido Nacional dos Camponeses Democratas Cristãos | (1) Ion Iliescu (1930–)                      | Romênia (1992–presente)           | [ 3 ] |
| 81                               | 1 ano e 108 dias                           | 1 ano e 108 dias                           | Emil Constantinescu (1939–)                      |                                                 |                                                                    | Partido Nacional dos Camponeses Democratas Cristãos |                                              | Romênia (1992–presente)           | [ 3 ] |
| 82                               |                                            | Gavril Dejeu (1932–)                       | Emil Constantinescu (1939–)                      | 30 de março de 1998 – 17 de abril de 1998       | —                                                                  | Partido Nacional dos Camponeses Democratas Cristãos |                                              | Romênia (1992–presente)           | [ 3 ] |
| 82                               | 18 dias                                    | Gavril Dejeu (1932–)                       | Emil Constantinescu (1939–)                      |                                                 |                                                                    | Partido Nacional dos Camponeses Democratas Cristãos |                                              | Romênia (1992–presente)           | [ 3 ] |
| 83                               |                                            | Radu Vasile (1942–2013)                    | Emil Constantinescu (1939–)                      | 18 de abril de 1998 – 21 de dezembro de 1999    | —                                                                  | Partido Nacional dos Camponeses Democratas Cristãos |                                              | Romênia (1992–presente)           | [ 3 ] |
| 83                               | 1 ano e 247 dias                           | Radu Vasile (1942–2013)                    | Emil Constantinescu (1939–)                      |                                                 |                                                                    | Partido Nacional dos Camponeses Democratas Cristãos |                                              | Romênia (1992–presente)           | [ 3 ] |
| 84                               |                                            | Alexandru Athanasiu (1955–)                | Emil Constantinescu (1939–)                      | 21 de dezembro de 1999 – 22 de dezembro de 1999 | —                                                                  |                                                     | Partido Social Democrata Romeno              | Romênia (1992–presente)           | [ 3 ] |
| 84                               | 1 dia                                      | Alexandru Athanasiu (1955–)                | Emil Constantinescu (1939–)                      |                                                 |                                                                    |                                                     | Partido Social Democrata Romeno              | Romênia (1992–presente)           | [ 3 ] |
| 85                               |                                            | Mugur Isărescu (1949–)                     | Emil Constantinescu (1939–)                      | 22 de dezembro de 1999 – 28 de dezembro de 2000 | —                                                                  |                                                     | Independente                                 | Romênia (1992–presente)           | [ 3 ] |
| 85                               | 1 ano e 6 dias                             | Mugur Isărescu (1949–)                     | Emil Constantinescu (1939–)                      |                                                 |                                                                    |                                                     | Independente                                 | Romênia (1992–presente)           | [ 3 ] |
| 86                               |                                            | Adrian Năstase (1950–)                     | 28 de dezembro de 2000 – 21 de dezembro de 2004  | 2000                                            |                                                                    | Partido Social-Democrata                            | (2) Ion Iliescu (1930–)                      | Romênia (1992–presente)           | [ 3 ] |
| 86                               | 3 anos e 359 dias                          | Adrian Năstase (1950–)                     |                                                  |                                                 |                                                                    | Partido Social-Democrata                            | (2) Ion Iliescu (1930–)                      | Romênia (1992–presente)           | [ 3 ] |
| 87                               |                                            | Eugen Bejinariu (1959–)                    | 21 de dezembro de 2004 – 28 de dezembro de 2004  | —                                               | (1) Traian Băsescu (1951–)                                         | Partido Social-Democrata                            |                                              | Romênia (1992–presente)           | [ 3 ] |
| 87                               | 7 dias                                     | Eugen Bejinariu (1959–)                    |                                                  |                                                 | (1) Traian Băsescu (1951–)                                         | Partido Social-Democrata                            |                                              | Romênia (1992–presente)           | [ 3 ] |
| 88                               |                                            | Călin Popescu-Tăriceanu (1952–)            | 29 de dezembro de 2004 – 22 de dezembro de 2008  | 2004                                            | (1) Traian Băsescu (1951–)                                         |                                                     | Partido Nacional Liberal                     | Romênia (1992–presente)           | [ 3 ] |
| 88                               | 3 anos e 359 dias                          | 3 anos e 359 dias                          | (1) Nicolae Văcăroiu (1943–)                     |                                                 |                                                                    |                                                     | Partido Nacional Liberal                     | Romênia (1992–presente)           | [ 3 ] |
| 89                               |                                            | Emil Boc (1966–)                           | 22 de dezembro de 2008 – 6 de fevereiro de 2012  | 2008                                            |                                                                    | Partido Democrata Liberal                           | (2) Traian Băsescu (1951–)                   | Romênia (1992–presente)           | [ 3 ] |
| 89                               | 3 anos e 46 dias                           | Emil Boc (1966–)                           |                                                  |                                                 |                                                                    | Partido Democrata Liberal                           | (2) Traian Băsescu (1951–)                   | Romênia (1992–presente)           | [ 3 ] |
| 90                               |                                            | Mihai Răzvan Ungureanu (1968–)             | 9 de fevereiro de 2012 – 7 de maio de 2012       | —                                               |                                                                    | Independente                                        | (2) Traian Băsescu (1951–)                   | Romênia (1992–presente)           | [ 3 ] |
| 90                               | 88 dias                                    | Mihai Răzvan Ungureanu (1968–)             |                                                  |                                                 |                                                                    | Independente                                        | (2) Traian Băsescu (1951–)                   | Romênia (1992–presente)           | [ 3 ] |
| 91                               |                                            | Victor Ponta (1972–)                       | 7 de maio de 2012 – 5 de novembro de 2015        | —                                               |                                                                    | Partido Social-Democrata                            | (2) Traian Băsescu (1951–)                   | Romênia (1992–presente)           | [ 3 ] |
| 91                               | 2012                                       | Victor Ponta (1972–)                       | 7 de maio de 2012 – 5 de novembro de 2015        |                                                 |                                                                    | Partido Social-Democrata                            | (2) Traian Băsescu (1951–)                   | Romênia (1992–presente)           | [ 3 ] |
| 91                               | 88 dias                                    | 88 dias                                    | Klaus Iohannis (1959–)                           |                                                 |                                                                    | Partido Social-Democrata                            |                                              | Romênia (1992–presente)           | [ 3 ] |
| 92                               |                                            | Sorin Cîmpeanu (1972–)                     | Klaus Iohannis (1959–)                           | 5 de novembro de 2015 – 17 de novembro de 2015  | —                                                                  |                                                     | Partido da Aliança dos Liberais e Democratas | Romênia (1992–presente)           | [ 3 ] |
| 92                               | 12 dias                                    | Sorin Cîmpeanu (1972–)                     | Klaus Iohannis (1959–)                           |                                                 |                                                                    |                                                     | Partido da Aliança dos Liberais e Democratas | Romênia (1992–presente)           | [ 3 ] |
| 93                               |                                            | Dacian Cioloș (1969–)                      | Klaus Iohannis (1959–)                           | 17 de novembro de 2015 – 4 de janeiro de 2017   | —                                                                  |                                                     | Independente                                 | Romênia (1992–presente)           | [ 3 ] |
| 93                               | 12 dias                                    | Dacian Cioloș (1969–)                      | Klaus Iohannis (1959–)                           |                                                 |                                                                    |                                                     | Independente                                 | Romênia (1992–presente)           | [ 3 ] |
| 94                               |                                            | Sorin Grindeanu (1969–)                    | Klaus Iohannis (1959–)                           | 4 de janeiro de 2017 – 29 de junho de 2017      | 2016                                                               |                                                     | Partido Social-Democrata                     | Romênia (1992–presente)           | [ 3 ] |
| 94                               | 176 dias                                   | Sorin Grindeanu (1969–)                    | Klaus Iohannis (1959–)                           |                                                 |                                                                    |                                                     | Partido Social-Democrata                     | Romênia (1992–presente)           | [ 3 ] |
| 95                               |                                            | Mihai Tudose (1967–)                       | Klaus Iohannis (1959–)                           | 29 de junho de 2017 – 16 de janeiro de 2018     | —                                                                  |                                                     | Partido Social-Democrata                     | Romênia (1992–presente)           | [ 3 ] |
| 95                               | 201 dias                                   | Mihai Tudose (1967–)                       | Klaus Iohannis (1959–)                           |                                                 |                                                                    |                                                     | Partido Social-Democrata                     | Romênia (1992–presente)           | [ 3 ] |
| 96                               |                                            | Mihai Fifor (1970–)                        | Klaus Iohannis (1959–)                           | 16 de janeiro de 2018 – 29 de janeiro de 2018   | —                                                                  |                                                     | Partido Social-Democrata                     | Romênia (1992–presente)           | [ 3 ] |
| 96                               | 13 dias                                    | Mihai Fifor (1970–)                        | Klaus Iohannis (1959–)                           |                                                 |                                                                    |                                                     | Partido Social-Democrata                     | Romênia (1992–presente)           | [ 3 ] |
| 97                               |                                            | Viorica Dăncilă (1963–)                    | Klaus Iohannis (1959–)                           | 29 de janeiro de 2018 – 4 de novembro de 2019   | —                                                                  |                                                     | Partido Social-Democrata                     | Romênia (1992–presente)           | [ 3 ] |
| 97                               | 1 ano e 279 dias                           | Viorica Dăncilă (1963–)                    | Klaus Iohannis (1959–)                           |                                                 |                                                                    |                                                     | Partido Social-Democrata                     | Romênia (1992–presente)           | [ 3 ] |
| 98                               |                                            | Ludovic Orban (1963–)                      | Klaus Iohannis (1959–)                           | 4 de novembro de 2019 – 7 de dezembro de 2020   | —                                                                  |                                                     | Partido Nacional Liberal                     | Romênia (1992–presente)           | [ 3 ] |
| 98                               | 1 ano e 33 dias                            | Ludovic Orban (1963–)                      | Klaus Iohannis (1959–)                           |                                                 |                                                                    |                                                     | Partido Nacional Liberal                     | Romênia (1992–presente)           | [ 3 ] |
| 99                               |                                            | Nicolae Ciucă (1967–)                      | Klaus Iohannis (1959–)                           | 7 de dezembro de 2020 – 23 de dezembro de 2020  | —                                                                  |                                                     | Partido Nacional Liberal                     | Romênia (1992–presente)           | [ 3 ] |
| 99                               | 1 ano e 33 dias                            | Nicolae Ciucă (1967–)                      | Klaus Iohannis (1959–)                           |                                                 |                                                                    |                                                     | Partido Nacional Liberal                     | Romênia (1992–presente)           | [ 3 ] |
| 100                              |                                            | Florin Cîțu (1972–)                        | Klaus Iohannis (1959–)                           | 23 de dezembro de 2020 – 25 de novembro de 2021 | 2020                                                               |                                                     | Partido Nacional Liberal                     | Romênia (1992–presente)           | [ 3 ] |
| 100                              | 1 ano e 33 dias                            | Florin Cîțu (1972–)                        | Klaus Iohannis (1959–)                           |                                                 |                                                                    |                                                     | Partido Nacional Liberal                     | Romênia (1992–presente)           | [ 3 ] |
| 101                              |                                            | Nicolae Ciucă (1967–)                      | Klaus Iohannis (1959–)                           | 25 de novembro de 2021 – 12 de junho de 2023    | —                                                                  |                                                     | Partido Nacional Liberal                     | Romênia (1992–presente)           | [ 3 ] |
| 101                              | 1 ano e 199 dias                           | Nicolae Ciucă (1967–)                      | Klaus Iohannis (1959–)                           |                                                 |                                                                    |                                                     | Partido Nacional Liberal                     | Romênia (1992–presente)           | [ 3 ] |
| 102                              |                                            | Marcel Ciolacu (1967–)                     | Klaus Iohannis (1959–)                           | 15 de junho de 2023 – 6 de maio de 2025         | —                                                                  |                                                     | Partido Social-Democrata                     | Romênia (1992–presente)           | [ 3 ] |
| 102                              | 1 ano e 325 dias                           | Marcel Ciolacu (1967–)                     | Klaus Iohannis (1959–)                           |                                                 |                                                                    |                                                     | Partido Social-Democrata                     | Romênia (1992–presente)           | [ 3 ] |
| 103                              |                                            | Ilie Bolojan (1969–)                       | 23 de junho de 2025 – presente                   | —                                               |                                                                    | Partido Nacional Liberal                            | Nicușor Dan (1969–)                          | Romênia (1992–presente)           | [ 3 ] |
| 103                              | 10 dias                                    | Ilie Bolojan (1969–)                       |                                                  |                                                 |                                                                    | Partido Nacional Liberal                            | Nicușor Dan (1969–)                          | Romênia (1992–presente)           | [ 3 ] |
| ↑† Indica que faleceu em ofício. |                                            |                                            |                                                  |                                                 |                                                                    |                                                     | Nicușor Dan (1969–)                          | Romênia (1992–presente)           | [ 3 ] |